# 茨目駅

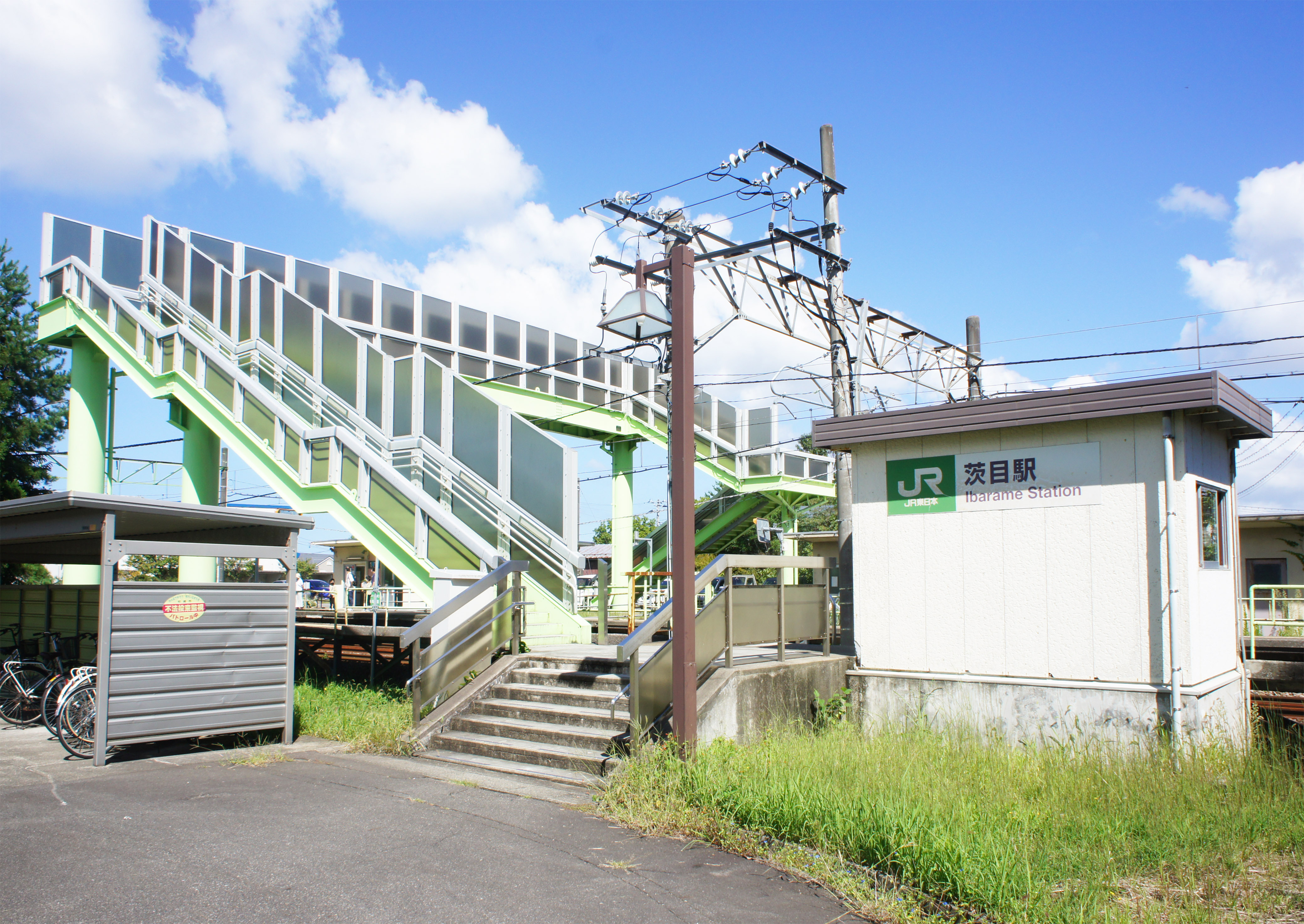
南口（2021年9月）

茨目駅（いばらめえき）は、新潟県柏崎市茨目二丁目にある、東日本旅客鉄道（JR東日本）信越本線の駅である。

## 歴史
- 1963年（昭和38年）9月29日：日本国有鉄道の茨目信号場として開設[2]。
- 1964年（昭和39年）12月8日：駅に昇格し、茨目駅が開業[1][2][3]。無人駅[4]。
- 1987年（昭和62年）4月1日：国鉄分割民営化により、JR東日本の駅となる[2]。
- 1999年（平成11年）1月：南口に待合室を設置。
- 2017年（平成29年）8月：のりば番号（1番線、2番線）が設定される。

## 駅構造
相対式ホーム2面2線を持つ地上駅である。上下線間を結ぶ跨線橋が設置されている。
柏崎駅管理の無人駅となっている。駅舎は北口・南口とも待合室の機能のみ。双方に乗車駅証明書発行機が設置されている。自動販売機とトイレは北口側にある。

### のりば
| 番線 | 路線      | 方向 | 行先             |
| ---- | --------- | ---- | ---------------- |
| 1    | ■信越本線 | 下り | 長岡・新潟方面   |
| 2    | ■信越本線 | 上り | 柏崎・直江津方面 |

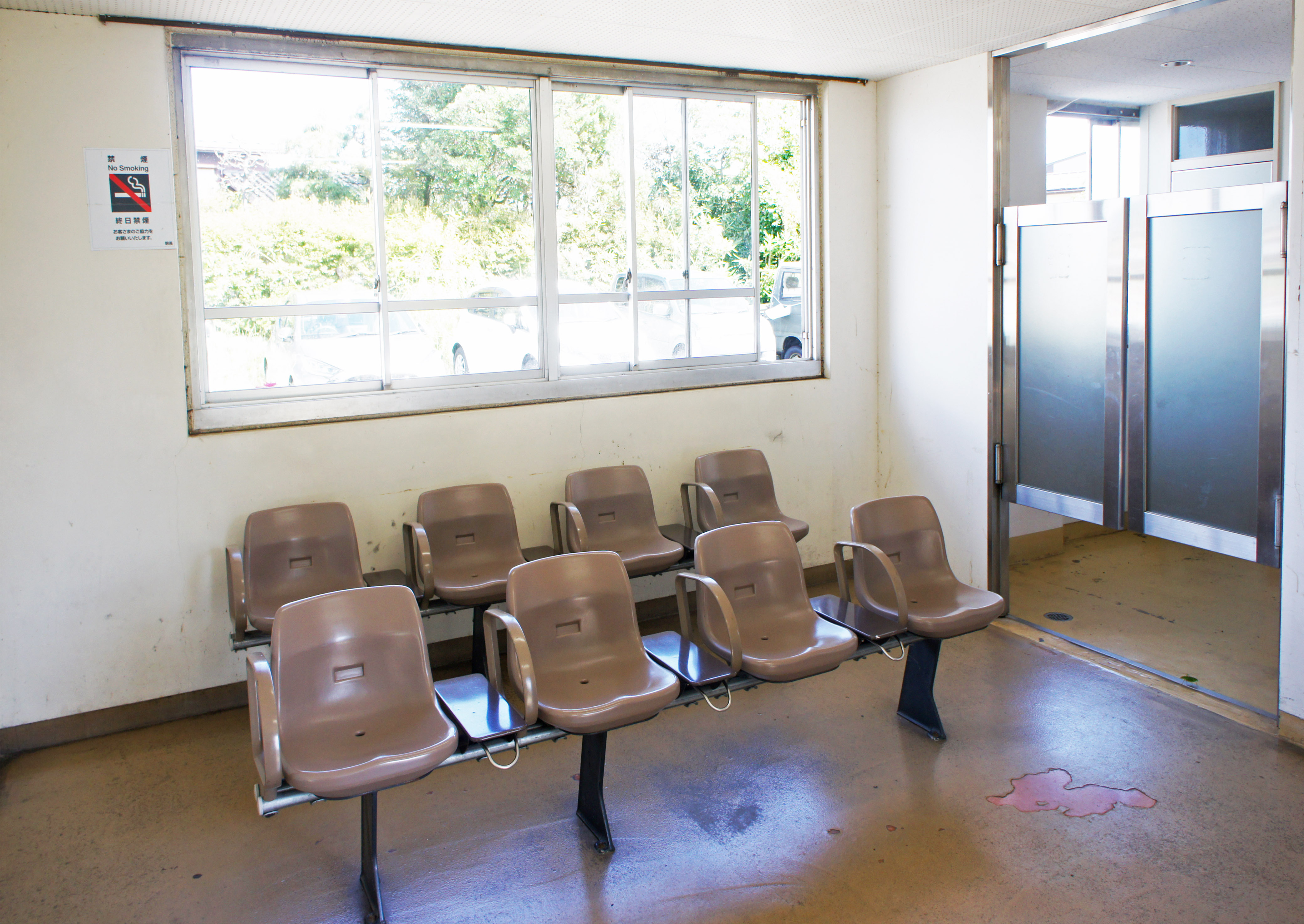
北口待合室（2021年9月）
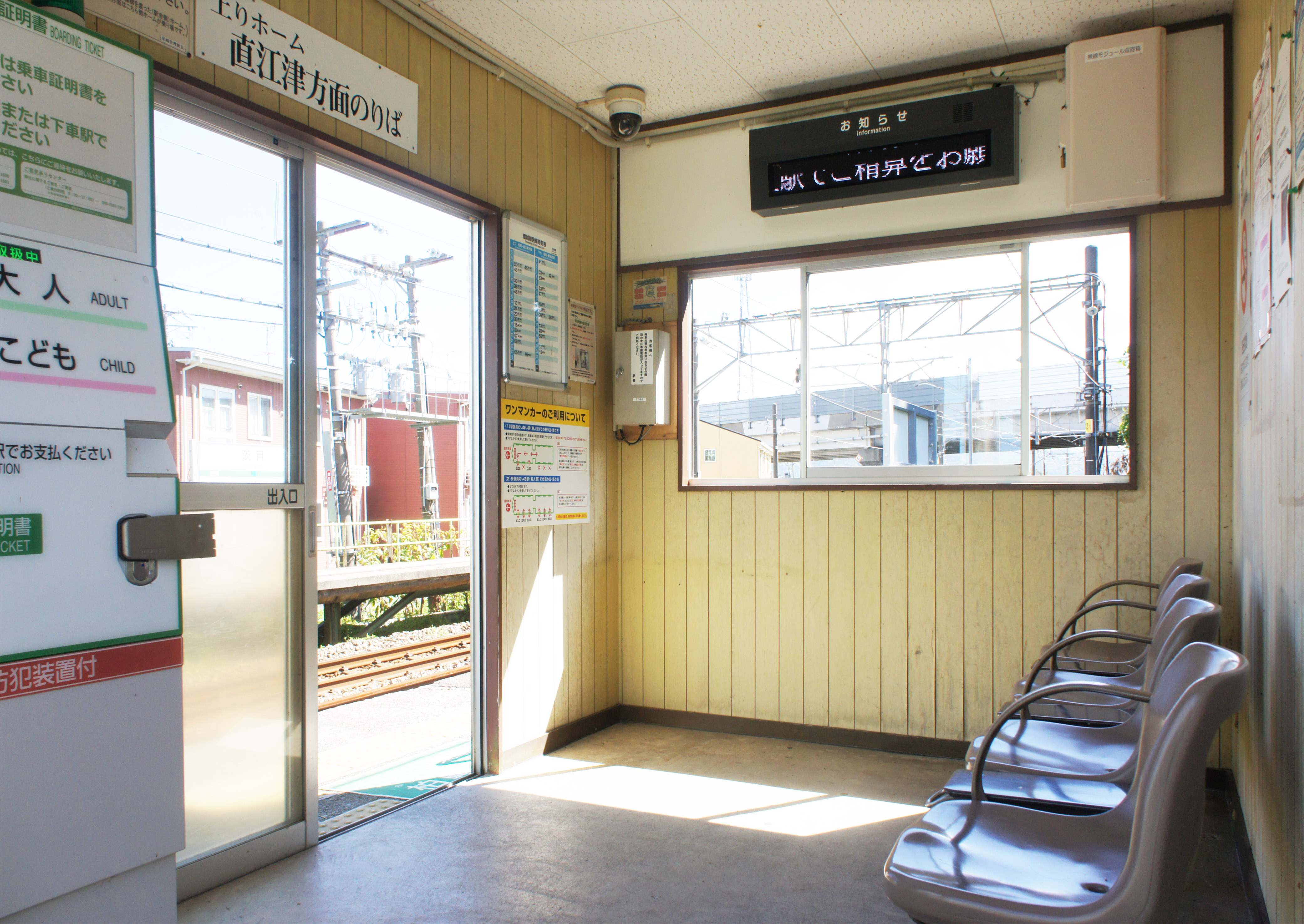
南口待合室（2021年9月）
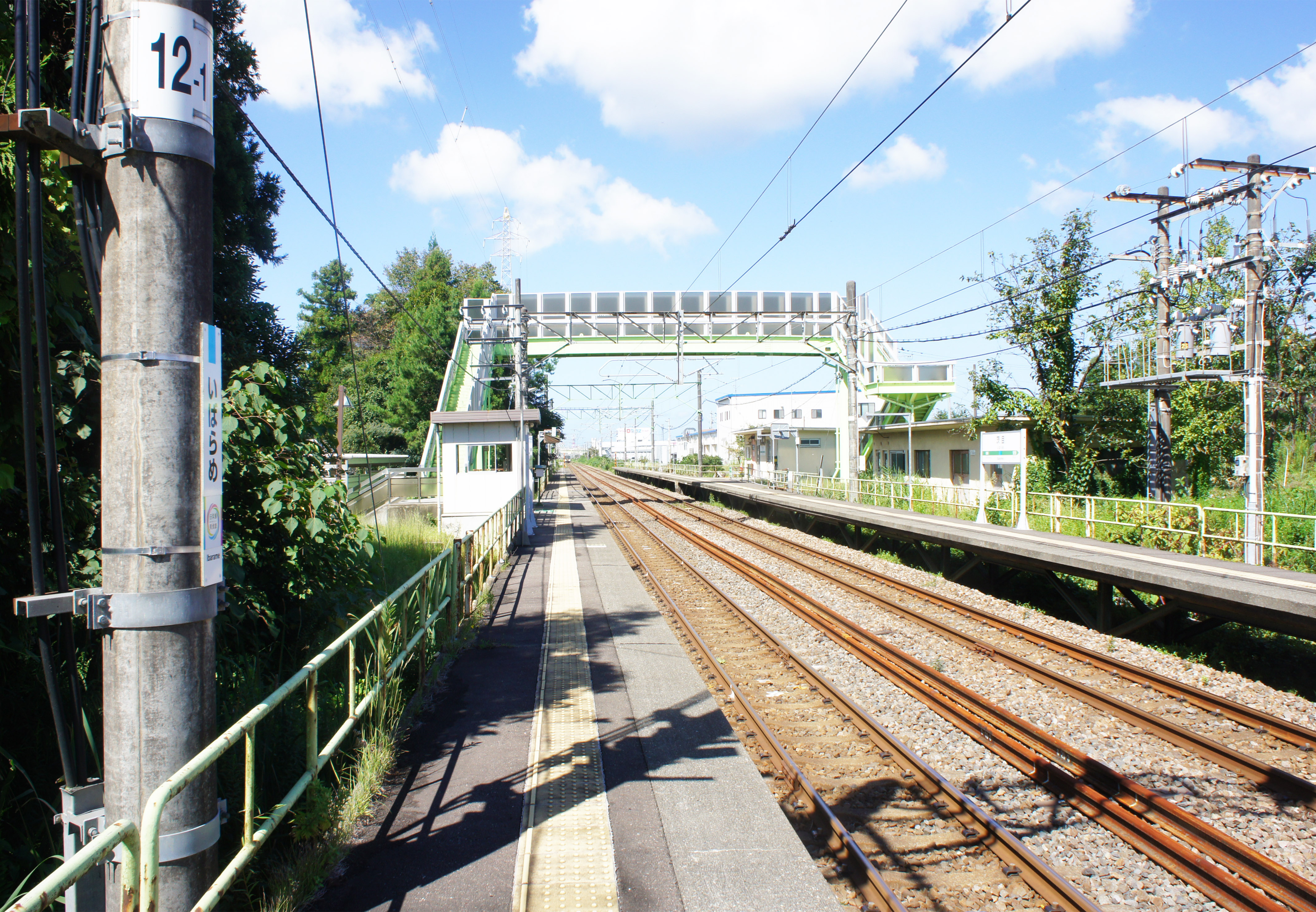
ホーム（2021年9月）

## 駅周辺
- JA新潟厚生連 柏崎総合医療センター
- 柏崎市佐藤池野球場
- 明行寺
- DAMZ柏崎店

## バス路線
南口を出てすぐの道沿いに越後交通の「厚生病院入口」バス停と「佐藤池入口」バス停がある。
- 杉平行き[6][7]／柏崎駅前行き[6][7]
- 新潟産業大学・夢の森公園行き[6][8]／柏崎駅南口行き[6][8]

## 隣の駅
東日本旅客鉄道（JR東日本）
■信越本線
■快速
通過
■普通
柏崎駅 - 茨目駅 - 安田駅